# Річен
Річиці або Річен (в-луж. і н-луж. Rěčicy, нім. Rietschen) — громада в Німеччині, розташована в землі Саксонія. Входить до складу району Герліц, підпорядкованого адміністративному округу Дрезден. Центр об'єднання громад Річен.
Площа — 72,75 км2. Населення становить 2512 ос. (станом на 31 грудня 2020).
Офіційною мовою в населеному пункті, крім німецької, є верхньолужицька.

## Адміністративний поділ
Громада підрозділяється на 5 сільських округів. 

## Галерея

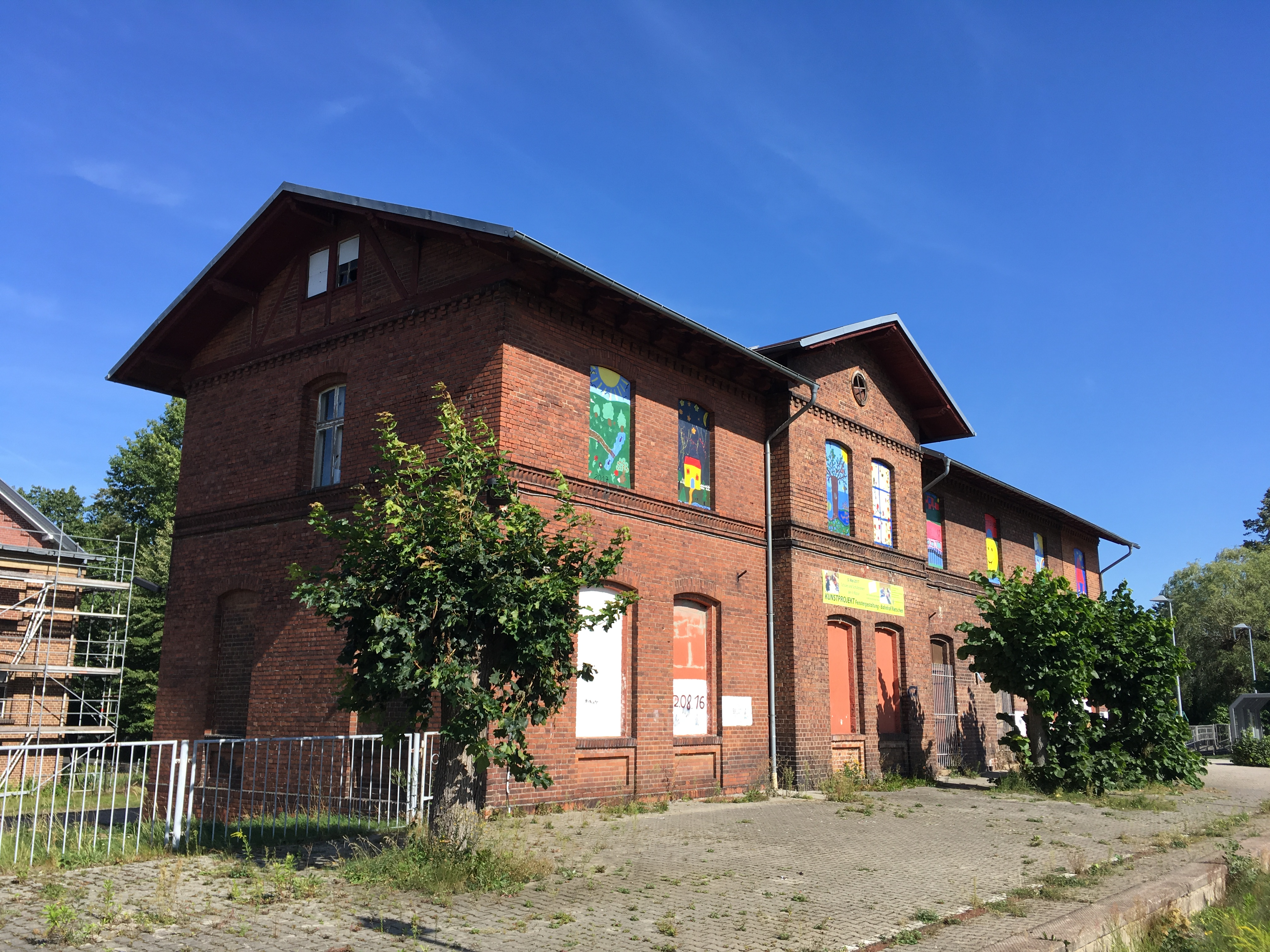
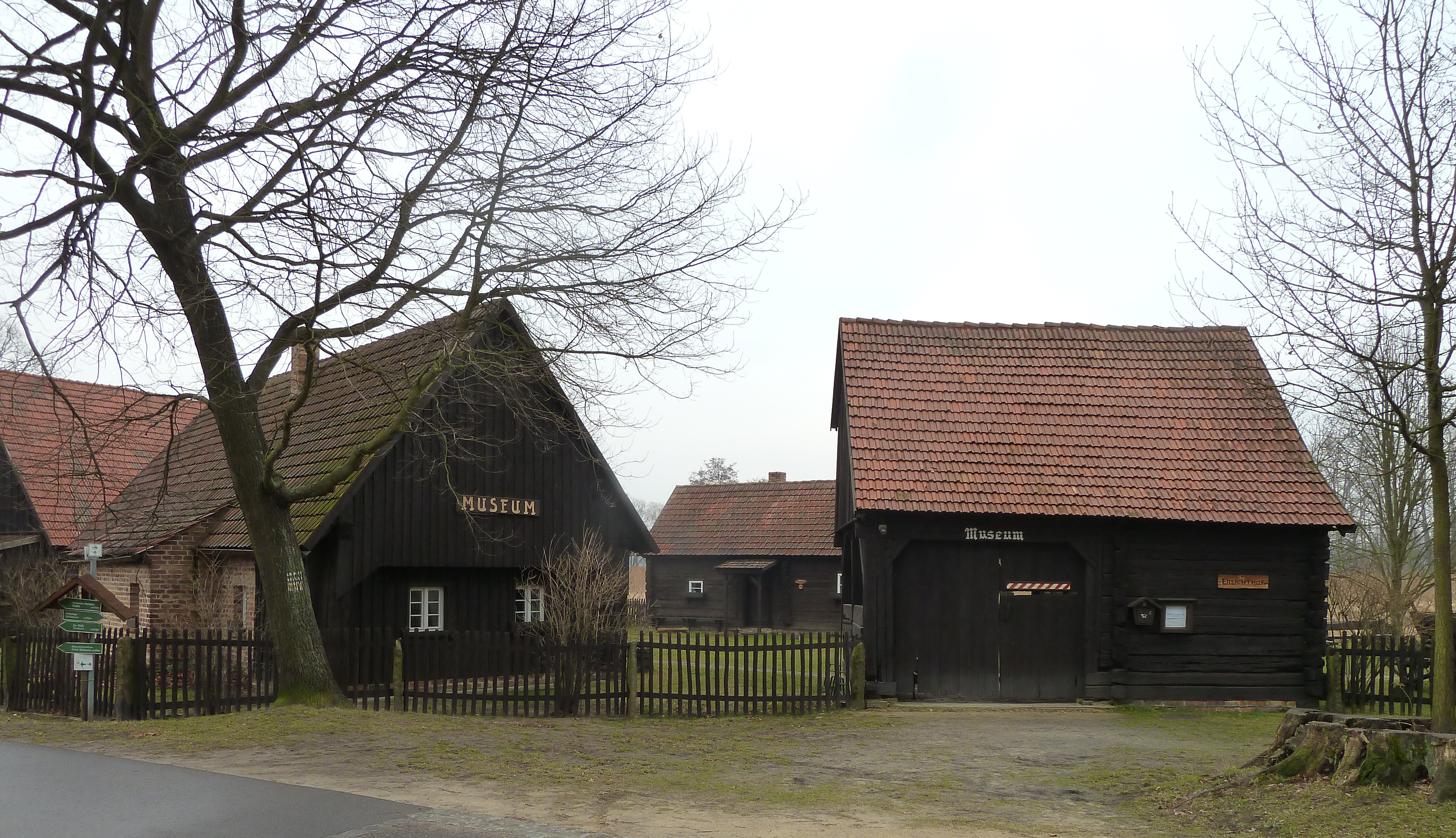
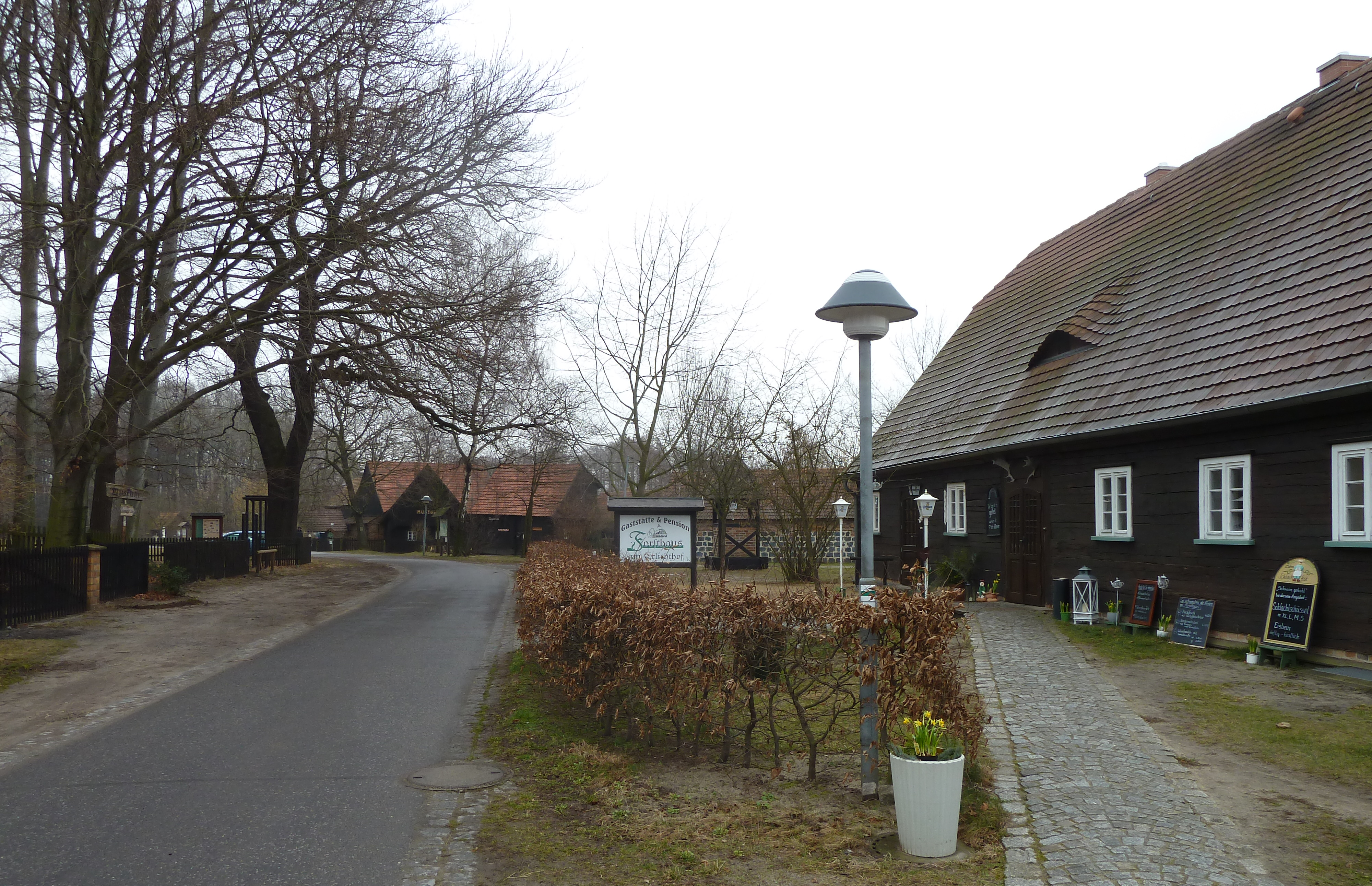